# 詹保罗·迪保拉
詹保罗·迪保拉（義大利語：Giampaolo Di Paola，1944年8月15日—），意大利海軍退役上將，2011年11月至2013年4月28日担任国防部长，2004年3月10日至2008年2月11日担任意大利军队参谋长，2008年至2011年担任北约军事委员会主席。

## 生平
1963年，参加意大利海军；1966年，毕业於海军学院。